# 97X Green Room 2
97X Green Room: Volume 2 è la seconda raccolta di musica live registrata per la serie 97X Green Room della stazione radio statunitense di musica alternativa  WSUN-FM. Durante la sua prima settimana di pubblicazione fu il secondo album più venduto in Tampa. Jared Leto dei Thirty Seconds to Mars disegnò la cover dell'album, di cui si leggono vari versi del loro singolo From Yesterday. L'incasso dalle vendite andò in beneficenza per il Nature Conservancy.

## Tracce
1. Shinedown - Save Me
2. Seether - Remedy
3. Blue October - Hate Me
4. Rise Against - Swing Life Away
5. Thirty Seconds to Mars - Was It a Dream?
6. Fall Out Boy - A Little Less Sixteen Candles, a Little More "Touch Me"
7. Coheed and Cambria - Welcome Home
8. Anberlin - Paperthin Hymn
9. Jack's Mannequin - The Mixed Tape
10. No Address - When I'm Gone (Sadie)
11. Shinedown feat. Seether - Nutshell